# میشائل اشترمپل
میشائل اشترمپل (به آلمانی: Michael Strempel) بازیکن فوتبال و هافبک اهل آلمان شرقی بود که از سال ۱۹۷۰ میلادی عضو تیم ملی فوتبال آلمان شرقی بوده‌است. وی در ۱۵ بازی ملی حضور داشته و در بازی‌های ملی‌اش ۱ گل به ثمر رساند. میشائل اشترمپل آخرین بازی ملی خود را در سال ۱۹۷۱ میلادی انجام داد.